# Gabriel Mann (acteur)
Pour les articles homonymes, voir Gabriel Mann.
Gabriel Mann, né Gabriel Wilhoit Amis Mick le 14 mai 1972, est un acteur et mannequin américain. Il a joué des seconds rôles dans de nombreux films dont La Vie de David Gale et La Mort dans la peau.

## Vie et carrière
Mann est né à Middlebury, dans le Vermont, il est le fils d'Alice Jo (née Amis), avocate, et Stephen Smith Mick, un professeur de sociologie,.
Il a d'abord filmé Dominion: Prequel to the Exorcist, réalisé par Paul Schrader, mais quand les producteurs ont rejeté la version de Shrader du film et ont décidé d'en tourner une nouvelle version, le personnage de Mann, le Père Francis, a dû être réattribué en raison d'un conflit d'horaire. Le film sort en 2004 avec James D'Arcy dans le rôle. Mann a joué un des rôles principaux dans le thriller psychologique Psych 9 et est aux côtés de Sara Foster, Cary Elwes et Michael Biehn.
Il apparait également dans des épisodes de séries comme Urgences, L'Île fantastique, Jeremiah, La Caravane de l'étrange, Wasteland, Sarah et Legend of the Seeker : L'Épée de vérité. En 2008, il apparait dans quatre épisodes de la série dramatique Mad Men dans le personnage d'Arthur Case. Il a également joué le rôle de Bruce Banner dans l'épisode Wolverine vs Hulk de la série télévisée d'animation Wolverine et les X-Men. Il se tourne à nouveau vers un rôle récurrent dans la série Avengers : L'Équipe des super-héros.
En 2012, Mann rejoint la distribution du biopic historique de Diego Luna de César Chávez intitulé Chavez, aux côtés de Michael Peña, America Ferrera, Rosario Dawson, John Malkovich et Wes Bentley.
En 2011, Mann joue le milliardaire Nolan Ross dans la série dramatique Revenge. Il a également signé chez DNA Models et précédemment avec NEXT Model Management. Il travaille avec Mario Testino pour Gap, ainsi qu'avec Richard Avedon pour Club Monaco et en tant que visage publicitaire de la CP Company. Il travaille également avec Mario Sorrenti pour Perry Ellis, Ellen von Unwerth, Steven Klein, Tyler Shields, Marc Jacobs et Calvin Klein[pas clair].

## Filmographie
- 1995 : Parallel Sons, de John G. Young
- 1995 : Stonewall, de Nigel Finch
- 1996 : I Shot Andy Warhol, de Mary Harron
- 1998 : How to Make the Cruelest Month, de Kip Koenig
- 1998 : High Art, de Lisa Cholodenko
- 1998 : De grandes espérances (Great Expectations), d'Alfonso Cuarón
- 1998 : Claudine's Return, d'Antonio Tibaldi
- 1999 : No Vacancy, de Marius Balchunas
- 1999 : Love ghost, de Rob Hedden
- 1999 : Outside Providence, de Michael Corrente
- 2000 : Sleep Easy, Hutch Rimes, de Matthew Irmas
- 2000 : American Virgin, de Jean-Pierre Marois
- 2000 : Cherry Falls, de Geoffrey Wright
- 2001 : Things Behind the Sun, d'Allison Anders
- 2001 : Josie and the Pussycats (Josie and the Pussycats), de Harry Elfont et Deborah Kaplan
- 2001 : Hot Summer (Summer Catch), de Michael Tollin
- 2001 : New Port South, de Kyle Cooper
- 2001 : Buffalo Soldiers, de Gregor Jordan
- 2002 : La Mémoire dans la peau (The Bourne Identity), de Doug Liman
- 2002 : Abandon, de Stephen Gaghan
- 2003 : La Vie de David Gale (The Life of David Gale), d'Alan Parker
- 2004 : Piggy Banks, de Morgan J. Freeman
- 2004 : La Mort dans la peau (The Bourne Supremacy), de Paul Greengrass
- 2004 : Drum, de Zola Maseko
- 2005 : Dominion: Prequel to the Exorcist, de Paul Schrader
- 2005 : Sept Ans de séduction (A Lot Like Love), de Nigel Cole
- 2005 : Don't Come Knocking, de Wim Wenders
- 2005 : The Big Empty, de Lisa Chang et Newton Thomas Sigel (court-métrage)
- 2006 : Valley of the Heart's Delight, de Tim Boxell
- 2007 : Love and Mary, d'Elizabeth Harrison
- 2008 : 80 Minutes, de Thomas Jahn
- 2008 : The Coverup, de Brian Jun
- 2013 : Chavez de Diego Luna

### Télévision
- 1996 : Harvest of Fire, d'Arthur Allan Seidelman (TV)
- 1997 : Urgences (série télévisée)
  - Coup du sort (Random Acts), de Jonathan Kaplan (1997)
- 1997 : Heart Full of Rain, de Roger Young (TV)
- 1999 : Fantasy Island (série télévisée)
  - Innocent, de Deran Sarafian (1999)
- 1999 : Dying to Live, de Rob Hedden (TV)
- 1999 : Wasteland, de Kevin Williamson (série télévisée)
  - Double Date, de Stephen Gyllenhaal (1999)
- 2000 : Sarah (Time of Your Life), de Christopher Keyser et Amy Lippman (série télévisée)
  - Mangeuses d'hommes (The Time They Decided to Date) (2000)
- 2002 : Jeremiah, de J. Michael Straczynski (série télévisée)
  - La fin justifie les moyens (A Means to an End), de Michael Vejar (2002)
- 2003 : La Caravane de l'étrange (Carnivàle), de Daniel Knauf (série télévisée)
  - Vent de folie (Black Blizzard), de Peter Medak (2003)
- 2010 : Legend of the Seeker : L'Épée de vérité, de Sam Raimi (TV)
  - 2x05 - Wizard (2009)… Zeddicus Zu'l Zorrander (jeune).
  - 2x17 - Vengeance (2010)… Zeddicus Zu'l Zorrander (jeune).
- 2011 - 2015 : Revenge, de Mike Kelley rôle de Nolan Ross (89 épisodes)
- 2016 : Ray Donovan : Jacob Waller
- 2016 : Rush Hour (série télévisée) : Reginald Mason
- 2017-2018 : Damnation : Martin Hyde
- 2019 - : Blacklist, rôle de Ilya Koslov
- 2019 - : What/If, rôle de Gage Scott
- 2019 - : Batwoman, rôle de Tommy Elliot / Hush.